# Шилер (награда - Манхайм)
Наградата „Шилер“ (на немски: Schillerpreis der Stadt Mannheim) на град Манхайм се присъжда от 1954 г. Свързана е с дейността на Фридрих Шилер в Манхайм и отношенията му с манхаймския Национален театър. Наградата е учредена по случай 175-ия юбилей на Националния театър
Отличието се дава на лица, които с „творчеството си са допринесли значително за културното развитие“.
Наградата се присъжда на всеки две години и е в размер на 10 000 €.

## Носители на наградата (подбор)
- Фридрих Дюренмат, драматург (1958)
- Голо Ман, историк и публицист (1964)
- Петер Хандке, писател (1973)
- Мартин Грегор-Делин, писател (1982)
- Уве Тим, писател (2018)